# Resolução 175 do Conselho de Segurança das Nações Unidas
Resolução 175 do Conselho de Segurança das Nações Unidas, foi aprovada em 12 de setembro de 1962, após análise do pedido da República de Trinidad e Tobago para ser membro da Organização das Nações Unidas, o Conselho recomendou à Assembleia Geral que Trinidad e Tobago deve ser admitido.
Foi aprovada por unanimidade.